# Vektorski proizvod
U matematici, vektorski proizvod je binarna operacija na dva vektora u trodimenzionalnom Euklidovom prostoru koja rezultira drugim vektorom koji je ortogonalan na ravan koja sadrži dva početna vektora. Algebra definisana vektorskim proizvodom nije asocijativna, niti komutativna. U suprotnosti je sa skalarnim proizvodom koji daje skalarni rezultat. U mnogim inženjerskim i fizičkim problemima, neophodno je da se konstruiše normalni vektor polazeći od dva postojeća vektora, što omogućava vektorski proizvod. Vektorski proizvod poznat je i pod nazivom Gibsov vektorski proizvod.
Vektorski proizvod je definisan u tri, i u sedam dimenzija. Kao i skalarni proizvod, zavisi od metrike Euklidovog prostora. Za razliku od skalarnog proizvoda, on takođe zavisi od odabira orijentacije. Određena obeležja vektorskog proizvoda mogu se uopštiti na ostale situacije. Za proizvoljan odabir orijentacije, vektorski proizvod se ne treba smatrati vektorom, nego pseudovektorom. Za proizvoljne odabire metrike, te u proizvoljnim dimenzijama, vektorski proizvod može se uopštiti preko spoljašnjeg proizvoda vektora.

## Definicija
Vektorski proizvod dva vektora a i b ima oznaku a × . U fizici, ponekad se označava kao a ∧ b (matematičari ne koriste ovu oznaku, kako bi se izbegla zabuna sa spoljašnjim proizvodom).
U trodimenzionalnom Euklidovom prostoru, sa koordinatnim sistemom orijentisanim prema desnoj ruci, a ×  je definisan kao vektor c koji je normalan na oba vektora a i b, sa pravcem određenim preko pravilom desne šake, a intenzitetom jednakim površini paralelograma kojeg vektori a i b čine.
Vektorski proizvod je definisan preko formule
{\displaystyle \mathbf {a} \times \mathbf {b} =ab\sin \theta \ \mathbf {\hat {n}} }
gde je θ mera manjeg ugla između a i b (0° ≤ θ ≤ 180°), a i b su intenziteti vektora a i b, a {\displaystyle \mathbf {\hat {n}} } je jedinični vektor ortogonalan na ravan koja sadrži a i b. Ako su vektori a i b kolinearni (ako je ugao θ između njih 0° ili 180°), preko gornje formule, vektorski proizvod vektora a i b je nulti vektor 0.
Pravac vektora {\displaystyle \mathbf {\hat {n}} } je dat preko pravila desne šake, gde kažiprst pokazuje pravac prvog vektora a, a srednji prost pokazuje pravac vektora b. Tada, vektor {\displaystyle \mathbf {\hat {n}} } izlazi iz palca (pogledajte sliku desno). Iz ovog pravila se vidi da je vektorski proizvod antikomutativan, tj., b ×  = - (a × ). Ako se prvo usmeri kažiprst u pravcu vektora b, a zatim se usmeri srednji prst u pravcu vektora a, palac će biti okrenut u suprotnom pravcu, menjajući znak proizvoda vektora.

## Izračunavanje vektorskog proizvoda

### Koordinatne oznake
Jedinični vektori i, j i k iz datog ortogonalnog koordinatnog sistema zadovoljavaju sledeće jednakosti:
Zajedno sa antisimetričnosti i bilinearnosti vektorskog proizvoda, ova tri identiteta su dovoljna kako bi se odredio vektorski proizvod bilo koja dva vektora. Također, slijedeći identiteti, takođe, važe

.
Sa ovim pravilima, koordinate vektorskog proizvoda dva vektora mogu se lako izračunati, bez određivanja ikakvih uglova: Neka je
i
.
Vektorski proizvod može se izračunati preko distributivnog vektorskog množenja:

.
Pošto je skalarno množenje komutativno sa vektorskim množenjem, desna strana može se regrupisati kao
.
Ova jednačina je suma devet jednostavnih vektorskih proizvoda. Nakon što se sve izmnoži koristeći osnovne relacije vektorskog proizvoda između jediničnih vektora i, j i k, definisanih iznad,
.
Ova jednačina može se faktorisana u oblik
.

## Osobine

### Geometrijsko značenje
Intenzitet vektorskog proizvoda može se interpretirati kao pozitivna površina paralelograma sa a i b kao njegovim stranicama (pogledajte Sliku 1):
{\displaystyle A=|\mathbf {a} \times \mathbf {b} |=|\mathbf {a} ||\mathbf {b} |\sin \theta .\,\!}
Takođe, moguće je izračunati zapreminu V paralelepipeda, koji ima vektore a, b i c kao svoje stranice, korištenjem kombinacije vektorskog i skalarnog proizvoda, koji se naziva mešoviti proizvod (pogledajte Sliku 2):
{\displaystyle V=|\mathbf {a} \cdot (\mathbf {b} \times \mathbf {c} )|.}
Slika 2 pokazuje da se ova zapremina može izračunati na dva načina, pokazujući geometrijski da ovaj identitet važi i kada se redosled operacija promeni. To jest, vredi da je:
{\displaystyle V=\mathbf {a\times b\cdot c} =\mathbf {a\cdot b\times c} \ .}

### Algebarske osobine
Vektorski proizvod je antikomutativan,
,
distributivan kod sabiranja,
,
i kompatibilan sa skalarnim množenjem, tako da je
.
Nije asocijativan, ali zadovoljava Jakobijev identitet:
.
Vektorski proizvod ne podleže osobini poništavanja:
Ako je , tada je:
 i, po zakonu distribucije iznad:

Sad, ako je a paralelan sa (b − c), tada, čak i ako je a ≠ 0, moguće je da je (b − c) ≠ 0, te se dobija da je b ≠ c.
Međutim, ako su i a · b = a · c i a &times; b = a &times; c, tada se može zaključiti da je b = c. Uistinu,
 = 0, i

tako da je b - c i paralelno i normalno na nenulti vektor a. Ovo je jedino moguće ako je  = 0.
Distributivnost, linearnost i Jakobijev identitet pokazuju da R3 zajedno sa sabiranjem vektora i vektorskim proizvodom formira Lijeovu algebru.
Dva vektora a and b, različita od nule, su paralelna ako i samo ako je  = 0.

## Literatura
- Jeffreys, H; Jeffreys, BS (1999). Methods of mathematical physics. Paragraph 2.7. Cambridge University Press.
- Zill, Dennis G.; Cullen, Michael R. (2006). „Definition 7.4: Cross product of two vectors”. Advanced engineering mathematics (3rd изд.). Jones & Bartlett Learning. ISBN 978-0-7637-4591-2.
- Cajori, Florian (1929), A History Of Mathematical Notations Volume II, Open Court Publishing, стр.  134, ISBN 978-0-486-67766-8
- Wilson, Edwin Bidwell (1901), Vector Analysis: A text-book for the use of students of mathematics and physics, founded upon the lectures of J. Willard Gibbs, Yale University Press
- E. A. Milne (1948) Vectorial Mechanics, Chapter 2: Vector Product, pp. 11 –31, London: Methuen Publishing.
- T. Levi-Civita; U. Amaldi (1949). Lezioni di meccanica razionale (на језику: Italian). Bologna: Zanichelli editore.
- Lounesto, Pertti (2001). Clifford algebras and spinors (2nd изд.). Cambridge University Press. ISBN 978-0-521-00551-7.
- Weisstein, Eric W. (2003). „Binet-Cauchy identity”. CRC concise encyclopedia of mathematics (2nd изд.). CRC Press. стр. 228. ISBN 978-1-58488-347-0.
- Liu, Shuangzhe; Trenkler, Gõtz (2008). „Hadamard, Khatri-Rao, Kronecker and other matrix products” (PDF). Int J Information and systems sciences. Institute for scientific computing and education. 4 (1): 160—177. Архивирано из оригинала (PDF) 06. 11. 2015. г. Приступљено 19. 04. 2019.
- Lounesto, Pertti (2001). Clifford algebras and spinors. Cambridge: Cambridge University Press. стр. 193. ISBN 978-0-521-00551-7.

## Spoljašnje veze
- Weisstein, Eric W. „Vektorski proizvod”. MathWorld.
- Z.K. Silagadze (2002). Multi-dimensional vector product. Journal of Physics. A35, 4949 Архивирано на веб-сајту  (5. септембар 2015) (it is only possible in 7-D space)
- Real and Complex Products of Complex Numbers
- An interactive tutorial created at Syracuse University - (requires java)
- W. Kahan (2007). Cross-Products and Rotations in Euclidean 2- and 3-Space. University of California, Berkeley (PDF).
- Hazewinkel Michiel, ур. (2001). „Cross product”. Encyclopaedia of Mathematics. Springer.  978-1556080104.
- A quick geometrical derivation and interpretation of cross products
- Gonano, Carlo Andrea; Zich, Riccardo Enrico (21. 7. 2014). „Cross product in N Dimensions – the doublewedge product”. arXiv:1408.5799  [math.GM]. Polytechnic University of Milan, Italy.
- Silagadze, Zurab K. (30. 4. 2002). „Multi-dimensional vector product”. Journal of Physics A: Mathematical and General. 35: 4949—4953. Bibcode:2002JPhA...35.4949S. arXiv:math/0204357 . doi:10.1088/0305-4470/35/23/310. (it is only possible in 7-D space)